# Apoštolský nuncius

Znak Svatého stolce

Apoštolský nuncius či zkráceně nuncius (z latinského nuntius – „posel“) je reprezentant Svatého stolce, který je akreditován v hostující zemi jako velvyslanec a oficiálně zastupuje Svatý stolec a zajišťuje diplomatický styk s hostitelskou zemí.

## Vymezení
Nuncius je dnes zpravidla vysílán jen do zemí, které se řídí usnesením Vídeňského kongresu z roku 1815, podle něhož se papežský vyslanec stává tradičně a automaticky i doyenem diplomatického sboru.
Roku 1965 byl proto zaveden titul pronuncius, který je udělován takovým reprezentantům Vatikánu, kteří mají hodnost velvyslance, ale nejsou doyenem diplomatického sboru.
Titul internuncius odpovídá funkci vyslance (tedy diplomata druhého řádu).
Sídlem nuncia je nunciatura. Nuncius by neměl být zaměněn s apoštolským delegátem.

### Seznamy nunciů
- Seznam apoštolských nunciů u císařského dvora (1529–1916)
- Apoštolští nunciové v Praze za doby Rudolfa II.
- Apoštolský nuncius v Československu
- Apoštolský nuncius v České republice
- Apoštolský nuncius v Polsku